# Enrique Avalos
Pour les articles homonymes, voir Avalos.
Rafael Enrique Avalos (né en 1922) était un joueur de football paraguayen, qui jouait au poste d'attaquant.
Son frère, Marcial Avalos, était également footballeur international.

## Carrière

### Club
Lui et son frère ont formé un temps la paire d'attaquant dans l'équipe paraguayenne du Cerro Porteño.

### International
En international, il est surtout connu pour avoir participé avec l'équipe du Paraguay à la coupe du monde 1950 au Brésil.